# 有鳳來儀
《有鳳來儀》為台灣電視公司於1986年自行製作的春節特別節目，鳳飛飛主持，林福地導演，1986年大年初一首播，1986年大年初二～元宵節重播。本節目在日本拍攝外景，富士電視台協助拍攝外景。2018年8月7日YouTube「台視官方頻道」發布台視官方完整版，但無原版字幕。

## 工作人員表
片頭工作人員表
- 監製：楊篤輝、施桓麟
- 製作：黃克仁、奧道仁
- 策劃：謝鵬雄
- 執行製作：林芳淑、盧曉原
- 編劇：侯善顯
- 伴奏：台視大樂團
- 指揮：謝荔生
- 客串演出：小彬彬、蕭大陸
- 片頭題字：藍才軒
- 外景攝影：翁明電
- 剪輯：陳林訓、林芳淑
- 外景技術指導：葉豐煩、施哲儒
- 導演：林福地

片尾工作人員表
- 音樂指導：教圜
- 美術指導：藍榮賢
- 燈光：鄭清松、陳澤霖
- 技術指導：傅政儀、龔林藝
- 導播：孫家明
- 製作：台視節目部
- 協助：富士電視台

## 外部連結
- YouTube台視官方頻道《有鳳來儀》官方完整版